# Mexikanska golfen

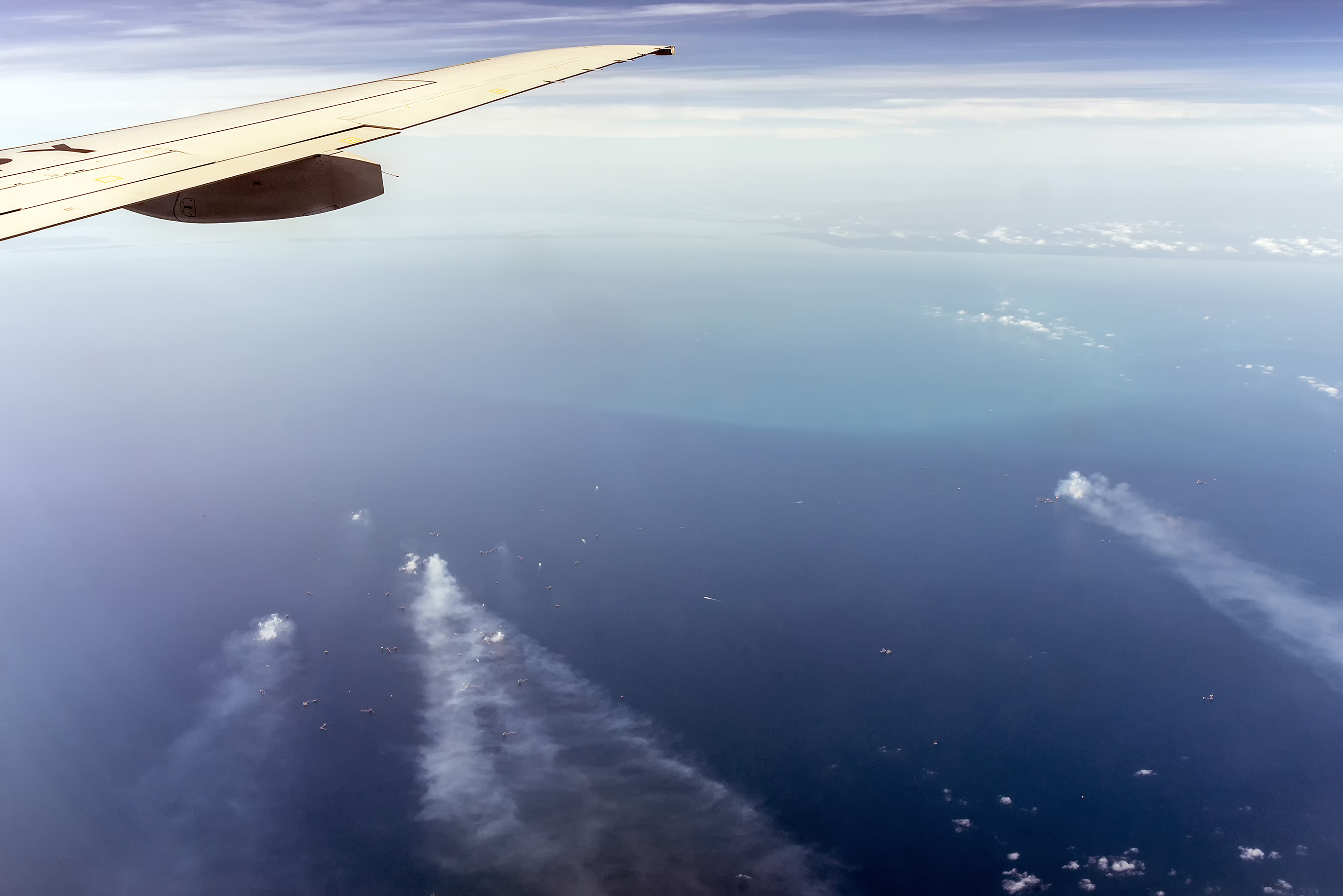
Mexikanska oljefältet Cantarell.

Mexikanska golfen är en golf, eller bukt, av Atlanten, vid södra Nordamerika. 

## Etymologi
Golfen som helhet är känd som Mexikanska golfen. Även om det inte finns något formellt protokoll för namngivning av internationella vatten i allmänhet, är detta namn officiellt erkänt av International Hydrographic Organization, som arbetar för att standardisera namn på internationella marina områden.
Namnet Mexikanska golfen dök upp på en världskarta för första gången 1550 och har varit det vanligaste namnet sedan mitten av 1600-talet, då det fortfarande ansågs vara ett spanskt hav.
Som följd av en presidentorder ändrade USA:s inrikesdepartement i januari 2025 USA:s officiella namn på USA:s del av golfen till Gulf of America. Nyhetsbyrån Associated Press har meddelat att de kommer att använda det ursprungliga namnet.

## Geografi
Sedd som en egen vattenansamling är golfen den nionde största i världen. Den omges av den nordamerikanska kontinenten och Kuba. Den avgränsas i nordväst av den amerikanska golfkusten, i söder och sydväst av Mexiko och i sydöst av Kuba. Den är ovalformad och cirka 810 nautiska mil (1 500 km) bred och fylld med sedimentära bergarter och grus. Den är en del av Atlanten genom Floridasundet mellan USA och Kuba samt Karibiska havet och bildar tillsammans med detta det Amerikanska medelhavet via Yucatánkanalen mellan Mexiko och Kuba. Tidvattenskillnaden är extremt liten på grund av närheten till oceanen. Ytan är cirka 1 600 000 km². Största djup är 4 384 meter vid Sigsbeedjupet, en oregelbunden 300 nautiska mil (500 km) lång ränna. Den formades för uppskattningsvis 300 miljoner år sedan som ett resultat av havsbottenssänkningen. Det finns bevis på att Chicxulubkratern bildades när en stor meteorit träffade jorden för 65 miljoner år sedan och kan ha lett till Krita/Tertiär-gränsen.
Mexikanska golfens östra, norra och nordvästra stränder ligger längs de amerikanska delstaterna Florida, Alabama, Mississippi, Louisiana och Texas. Kuststräckan i USA är 2 700 km och bidrar med vatten från 33 större floder från ett avrinningsområde av 31 stater. Golfens sydvästra och södra stränder sträcker sig längs de mexikanska delstaterna Tamaulipas, Veracruz, Tabasco, Campeche, Yucatán och den nordligaste spetsen av Quintana Roo. I sydost begränsas den av Kuba.

## Historia

### Mayakulturen
Mexikanska golfen användes som handelsväg redan under Mayakulturen.

### Europeisk kolonisation
Den första påstådda europeiska utforskningen av Mexikanska golfen gjordes av Amerigo Vespucci 1497. Denna första resa 1497 är emellertid vida omtvistad. Många historiker tvivlar på att det ägde rum.
Francisco Hernández de Córdoba upptäckte Yucatán 1517. Européerna mötte då en avancerad civilisation med komplexa sociala strukturer. Detta ledde till Hernán Cortés expedition 1519 och den spanska erövringen av Mexiko. Förlorade skepp längs golfen motiverade spanska bosättningar för att skydda sjöfarten.
Fransmännen etablerade sin första permanenta bosättning, Fort Maurepas (nu Ocean Springs), 1699 nära dagens Mississippi, och säkrade viktiga områden som Mississippiflodens mynning.

### Modern tid
Golfen har blivit en av världens viktigaste områden för oljeproduktion till havs och står för 14 % av all olja som produceras i USA. År 2010 drabbades Mexikanska golfen av ett stort oljeutsläpp efter att oljeplattformen Deepwater Horizon exploderade och sjönk.